# Cmentarz Leśny w Jełgawie

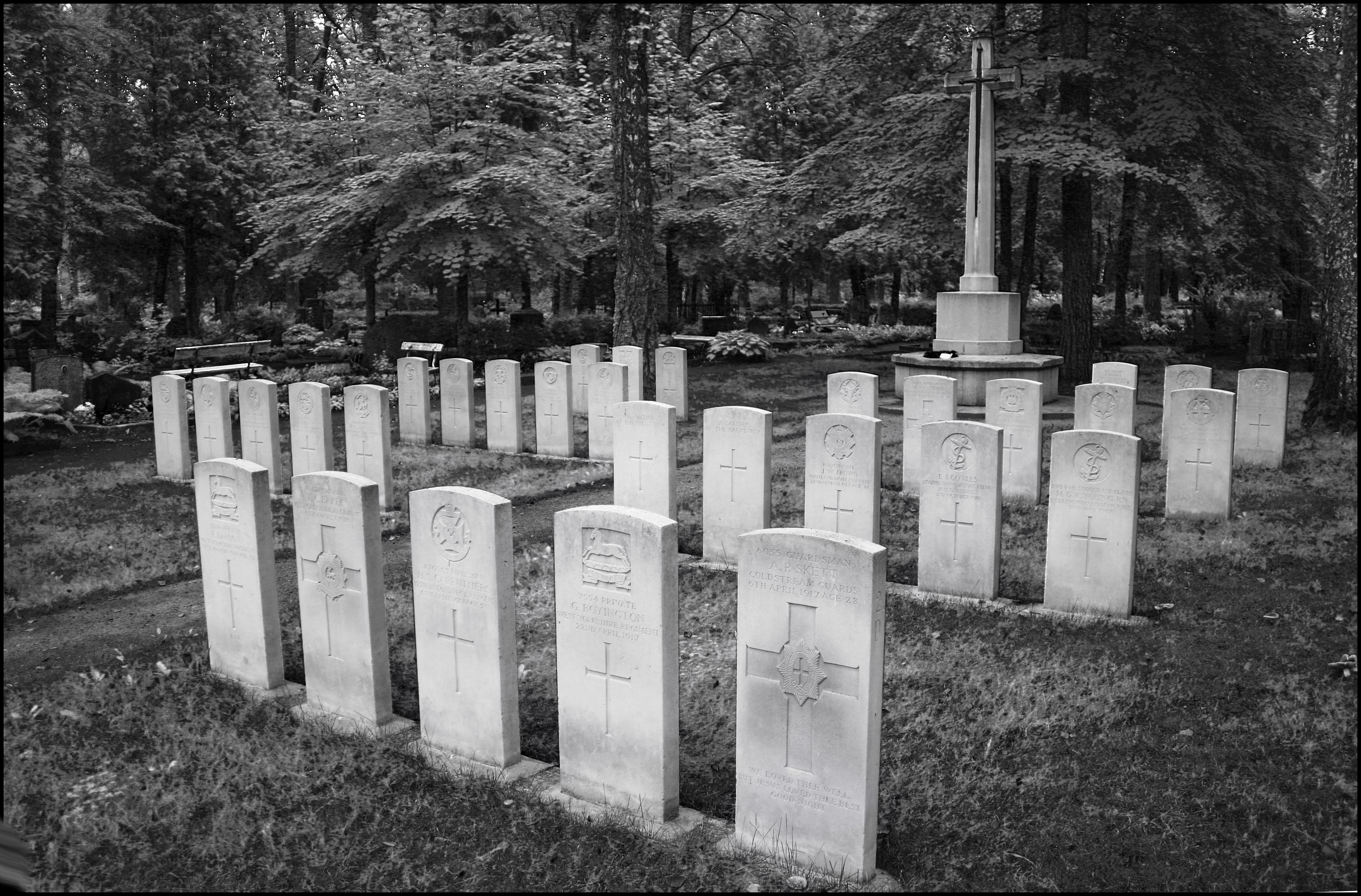
Kwatera żołnierzy brytyjskich

Cmentarz Leśny w Jełgawie (łot. Jelgavas Meža kapi) – cmentarz miejski położony w Jełgawie.

## Historia
Nekropolia powstała w 1913 jako cmentarz garnizonowy należący do lokalnej parafii św. Mikołaja. Na jej terenie wzniesiono kamienną kaplicę, w której odbywały się nabożeństwa pożegnalne. W czasie I wojny światowej na cmentarzu chowano m.in. żołnierzy brytyjskich, stąd też od 1994 utrzymanie grobów jest współfinansowane przez ambasadę Wielkiej Brytanii w Rydze.